# Let It Snow! Let It Snow! Let It Snow!
Let It Snow je božićna pjesma koja je napisana 1945. godine, a pjevao ju je Frank Sinatra.